# Vittsjö GIK
Maillots
Actualités
Le Vittsjö Gymnastik- & Idrottsklubb, plus connu sous le nom de Vittsjö GIK est un club suédois de football féminin fondé en 1933 et basé à Vittsjö. Le club évolue en Damallsvenskan (première division suédoise).

## Histoire
Le club est fondé en 1933 avec une section football et une section athlétisme. À la fin des années 70 est créée la section de football féminin. En 2008, le club est promu en deuxième division suédoise et en 2011 le club termine à la première place du groupe Sud et est promu en première division.
Depuis 2012, Vittsjö GIK est pensionnaire de la plus haute division suédoise.

## Anciennes joueuses
- Ifeoma Dieke, internationale écossaise (2012-2018)
- Loes Geurts, internationale néerlandaise (2012–2013)
- Jane Ross, internationale écossaise  (2013-2015)
- Antonia Göransson, internationale suédoise (2014–2015)